# بالمین، نیو ساوت ولز
بالمین (به انگلیسی: Balmain) یک حومه شهر در استرالیا است که در Municipality of Leichhardt واقع شده‌است.